# اچ‌دی ۹۲۰۶۳
اچ‌دی ۹۲۰۶۳ یک ستاره است که در صورت فلکی شاه‌تخته قرار دارد.